# Utódgondozás
Az utódgondozás az állatok (Animalia) egyik szaporodási viselkedése, melynek során az egyed saját ivadékainak életben maradási esélyeit igyekszik növelni. Az utódgondozás fejlettsége igen eltérő az egyes állatcsoportokban, néhol kezdetleges, néhol nagyon fejlett. Valódi utódgondozóknak elsősorban a madarakat (Aves) és az emlősöket (Mammalia) tartjuk, mert ezek utódgondozási magatartása a leglátványosabb és legkifinomultabb. Azonban az alsóbbrendű állatok körében is találunk utódgondozási viselkedést. Már a férgek között is vannak ilyenek: pl. a gyűrűsférgek (Annelida) közé tartozó piócák (Hirudinea) között (laposnadályfélék családja [Glossiphonidae]: széles csigapióca – Glossiphonia complanata stb.).